# GP2 Asia Series 2008
La saison 2008 de GP2 Asia Series, première édition de la déclinaison hivernale et asiatique du GP2 Series, a débuté le 25 janvier et s'est achevée le 12 avril 2008 au terme d'un calendrier de 10 courses. Le championnat a été remporté par le pilote français Romain Grosjean au volant d'une monoplace de l'écurie ART Grand Prix.

## Engagés
| Équipe                   | No | Pilote               | Courses |
| ------------------------ | -- | -------------------- | ------- |
| iSport International     | 1  | Karun Chandhok       | Tous    |
| iSport International     | 2  | Bruno Senna          | Tous    |
| ART Grand Prix           | 3  | Stephen Jelley       | Tous    |
| ART Grand Prix           | 4  | Romain Grosjean      | Tous    |
| Campos Grand Prix        | 5  | Vitaly Petrov        | Tous    |
| Campos Grand Prix        | 6  | Diego Nunes          | 1       |
| Campos Grand Prix        | 6  | Ben Hanley           | 2-5     |
| Super Nova International | 7  | Christian Bakkerud   | Tous    |
| Super Nova International | 8  | Fairuz Fauzy         | Tous    |
| DAMS                     | 9  | Jérôme d'Ambrosio    | Tous    |
| DAMS                     | 10 | Kamui Kobayashi      | Tous    |
| Trust Team Arden         | 11 | Adam Langley-Khan    | 1-2     |
| Trust Team Arden         | 11 | Yelmer Buurman       | 3-5     |
| Trust Team Arden         | 12 | Sébastien Buemi      | Tous    |
| Durango                  | 14 | Alberto Valerio      | Tous    |
| Durango                  | 15 | Davide Valsecchi     | Tous    |
| FMS International        | 16 | Adrián Vallés        | Tous    |
| FMS International        | 17 | Michael Herck        | 1-4     |
| FMS International        | 17 | Roldán Rodríguez     | 5       |
| Trident Racing           | 18 | Harald Schlegelmilch | Tous    |
| Trident Racing           | 19 | Ho-Pin Tung          | Tous    |
| Piquet Sports            | 20 | Marcello Puglisi     | Tous    |
| Piquet Sports            | 21 | Marco Bonanomi       | Tous    |
| David Price Racing       | 22 | Armaan Ebrahim       | Tous    |
| David Price Racing       | 23 | Andy Soucek          | 1       |
| David Price Racing       | 23 | Diego Nunes          | 2-5     |
| BCN Competicion          | 24 | Miloš Pavlović       | Tous    |
| BCN Competicion          | 25 | Jason Tahincioglu    | Tous    |
| Qi-Meritus Mahana        | 26 | Hiroki Yoshimoto     | Tous    |
| Qi-Meritus Mahana        | 27 | Luca Filippi         | Tous    |

## Calendrier
| #  | Date       | Circuit | Vainqueur       | Nationalité | Équipe                   |
| 1  | 25 janvier | Dubai   | Romain Grosjean | France      | ART Grand Prix           |
| 2  | 26 janvier | Dubai   | Romain Grosjean | France      | ART Grand Prix           |
| 3  | 16 février | Sentul  | Sébastien Buemi | Suisse      | Team Arden               |
| 4  | 17 février | Sentul  | Fairuz Fauzy    | Malaisie    | Super Nova International |
| 5  | 22 mars    | Sepang  | Vitaly Petrov   | Russie      | Campos Grand Prix        |
| 6  | 23 mars    | Sepang  | Kamui Kobayashi | Japon       | DAMS                     |
| 7  | 5 avril    | Sakhir  | Romain Grosjean | France      | ART Grand Prix           |
| 8  | 6 avril    | Sakhir  | Kamui Kobayashi | Japon       | DAMS                     |
| 9  | 11 avril   | Dubai   | Romain Grosjean | France      | ART Grand Prix           |
| 10 | 12 avril   | Dubai   | Marco Bonanomi  | Italie      | Piquet Sports            |

Note: Vainqueur sur la piste de la première manche de Sentul, le pilote italien Luca Filippi a été déclassé par les commissaires pour avoir utilisé un train de pneu initialement alloué à son coéquipier Hiroki Yoshimoto.

## Classement
Attribution des points : 
- En Feature Race, seuls les 8 premiers pilotes marquent des points : 10, 8, 6, 5, 4, 3, 2, 1.
- En Sprint Race, seuls les 6 premiers pilotes marquent des points : 6, 5, 4, 3, 2, 1.
- Le pilote qui réalisé le meilleur tour est crédité d'un point en plus.
- Le poleman est, quant à lui, crédité de 2 points.

### Pilotes
| Pos | Pilotes              | Écurie                               | EAU 1 | EAU 2 | INA 1 | INA 2 | MAL 1 | MAL 2 | BAH 1 | BAH 2 | EAU 1 | EAU 2 | Total Points |
| --- | -------------------- | ------------------------------------ | ----- | ----- | ----- | ----- | ----- | ----- | ----- | ----- | ----- | ----- | ------------ |
| 1   | Romain Grosjean      | ART Grand Prix                       | 12    | 7     | 5     | 3     | 3     | 5     | 13    | -     | 13    | -     | 61           |
| 2   | Sébastien Buemi      | Arden International                  | -     | -     | 10    | -     | -     | -     | 8     | 6     | 8     | 5     | 37           |
| 3   | Vitaly Petrov        | Campos Grand Prix                    | -     | -     | 6     | 4     | 10    | 4     | -     | 4     | 5     | -     | 33           |
| 4   | Bruno Senna          | iSport International                 | 9     | -     | 3     | 5     | -     | 1     | 5     | -     | -     | -     | 23           |
| 5   | Fairuz Fauzy         | Super Nova International             | 1     | 5     | 1     | 7     | 8     | 1     | -     | -     | -     | -     | 23           |
| 6   | Kamui Kobayashi      | DAMS                                 | -     | -     | -     | -     | 4     | 6     | 6     | 6     | -     | 1     | 23           |
| 7   | Adrián Vallés        | FMS International                    | 5     | -     | 8     | 2     | -     | -     | 4     | -     | -     | -     | 19           |
| 8   | Davide Valsecchi     | Durango                              | -     | 1     | -     | -     | 5     | 3     | 3     | 1     | -     | 3     | 16           |
| 9   | Hiroki Yoshimoto     | Qi-Meritus Mahana                    | 3     | 3     | -     | -     | -     | -     | -     | 3     | 4     | -     | 13           |
| 10  | Jérôme d'Ambrosio    | DAMS                                 | -     | -     | -     | -     | 6     | -     | -     | -     | 2     | 4     | 12           |
| 11  | Yelmer Buurman       | Arden International                  |       |       |       |       | 3     | 2     | -     | -     | 6     | 1     | 12           |
| 12  | Marco Bonanomi       | Piquet Sports                        | -     | -     | -     | -     | -     | -     | -     | -     | 3     | 6     | 9            |
| 13  | Karun Chandhok       | iSport International                 | 2     | 4     | -     | -     | -     | -     | 1     | -     | -     | -     | 7            |
| 14  | Andy Soucek          | David Price Racing                   | 6     | -     |       |       |       |       |       |       |       |       | 6            |
| 15  | Ben Hanley           | Campos Grand Prix                    |       |       | 6     | -     | -     | -     | -     | -     | -     | -     | 6            |
| 16  | Miloš Pavlović       | BCN Competicion                      | -     | -     | 3     | -     | 2     | -     | -     | -     | 1     | -     | 6            |
| 17  | Luca Filippi         | Qi-Meritus Mahana                    | 4     | -     | -*    | -     | -     | -     | -     | -     | -     | -     | 4            |
| 18  | Ho-Pin Tung          | Trident Racing                       | -     | -     | -     | 1     | -     | -     | -     | -     | -     | 2     | 3            |
| 19  | Harald Schlegelmilch | Trident Racing                       | -     | -     | -     | -     | 1     | -     | -     | 2     | -     | -     | 3            |
| 20  | Alberto Valerio      | Durango                              | -     | 2     | -     | -     | -     | -     | -     | -     | -     | -     | 2            |
| 21  | Diego Nunes          | David Price Racing Campos Grand Prix | -     | -     | -     | -     | -     | -     | 2     | -     | -     | -     | 2            |

### Écuries
| Pos | Écurie                   | Pilotes                                            | EAU 1 | EAU 2 | INA 1 | INA 2 | MAL 1 | MAL 2 | BAH 1 | BAH 2 | EAU 1 | EAU 2 | Total Points |
| --- | ------------------------ | -------------------------------------------------- | ----- | ----- | ----- | ----- | ----- | ----- | ----- | ----- | ----- | ----- | ------------ |
| 1   | ART Grand Prix           | Stephen Jelley, Romain Grosjean                    | 12    | 7     | 5     | 3     | 3     | 5     | 13    | -     | 13    | -     | 61           |
| 2   | Arden International      | Adam Langley-Khan, Sébastien Buemi, Yelmer Buurman | -     | -     | 10    | -     | 3     | 2     | 8     | 6     | 12    | 8     | 49           |
| 3   | Campos Grand Prix        | Vitaly Petrov, Ben Hanley, Diego Nunes             | -     | -     | 12    | 4     | 10    | 4     | -     | 4     | 5     | -     | 39           |
| 4   | DAMS                     | Jérôme d'Ambrosio, Kamui Kobayashi                 | -     | -     | -     | -     | 10    | 6     | 6     | 6     | 2     | 5     | 35           |
| 5   | iSport International     | Karun Chandhok, Bruno Senna                        | 12    | 2     | 3     | 5     | -     | 1     | 6     | -     | -     | -     | 29           |
| 6   | Super Nova International | Christian Bakkerud, Fairuz Fauzy                   | 1     | 5     | 1     | 7     | 8     | 1     | -     | -     | -     | -     | 23           |
| 7   | FMS International        | Adrián Vallés, Michael Herck, Roldán Rodríguez     | 5     | -     | 8     | 2     | -     | -     | 4     | -     | -     | -     | 19           |
| 8   | Durango                  | Alberto Valerio, Davide Valsecchi                  | -     | 3     | -     | -     | 5     | 3     | 3     | 1     | -     | 3     | 18           |
| 9   | Qi-Meritus Mahana        | Hiroki Yoshimoto, Luca Filippi                     | 7     | 3     | -     | -     | -     | -     | -     | 3     | 4     | -     | 17           |
| 10  | Piquet Sports            | Marcello Puglisi, Marco Bonanomi                   | -     | -     | -     | -     | -     | -     | -     | -     | 3     | 6     | 9            |
| 11  | David Price Racing       | Armaan Ebrahim, Andy Soucek, Diego Nunes           | 6     | -     | -     | -     | -     | -     | 2     | -     | -     | -     | 8            |
| 12  | Trident Racing           | Harald Schlegelmilch, Ho-Pin Tung                  | -     | -     | -     | 1     | 1     | -     | -     | 2     | -     | 2     | 6            |
| 13  | BCN Competicion          | Miloš Pavlović, Jason Tahinci                      | -     | -     | 3     | -     | 2     | -     | -     | -     | 1     | -     | 6            |